# Vladimír Franz
Vladimír Franz (ur. 25 maja 1959 w Pradze) – czeski artysta, kompozytor oraz nauczyciel akademicki. Kandydat w wyborach prezydenckich w 2013.

## Życiorys
Z wykształcenia prawnik, w 1982 ukończył studia na Uniwersytecie Karola w Pradze. Jednocześnie kształcił się prywatnie w zakresie malarstwa, komponowania, historii i historii sztuki. Zajął się w ramach własnej działalności gospodarczej malarstwem, tatuażami, a także komponowaniem muzyki operowej i filmowej. W latach 80. był nauczycielem, później został wykładowcą akademickim. Od lat 90. związany z Wydziałem Teatralnym Akademii Sztuk Scenicznych w Pradze, w 2004 objął stanowisko profesora tej uczelni.
W styczniu 2013 jako kandydat niezależny wystartował w pierwszych bezpośrednich wyborach prezydenckich. Wzbudził powszechne zainteresowanie także zagranicznych mediów z uwagi na swój wizerunek, w szczególności liczne tatuaże, pokrywające m.in. całą twarz. W pierwszej turze głosowania otrzymał 6,8% głosów, zajmując 5. miejsce wśród 9 kandydatów. W 2014 został doradcą ministra kultury z rekomendacji partii ANO 2011.